# Banda z Malmö
Banda z Malmö (szw. Malmöligan) – istniejąca w latach 80. XX w. szwedzka grupa poetów, których twórczość cechowała się językiem potocznym, często nawiązującym do młodzieżowych subkultur, a także ludycznością i sprzeciwem wobec elitarności sztuki. Nieformalnym przywódcą grupy był Clemens Altgård, należeli do niej także: Lukas Moodysson (późniejszy reżyser takich filmów, jak Fucking Åmål czy Lilja 4-ever), Kristian Lundberg, Hakån Sandell, Per Linde i Martti Soutkari.
W 1986 roku członkowie grupy opublikowali manifest, rozprowadzany w Göteborgu w postaci ulotki. Znalazły się w nim takie hasła jak: "pierwszy krok – nie ostatni krzyk", "przyleganie obrazów", "wyczyścić – z nadmiaru", "ukamienować omamy", "wojna gangów modelem procesu twórczego". Poeci zaczęli organizować wieczorki poetyckie oraz nawiązali współpracę z zespołami punk rockowymi. Ich działalność – zarówno poetycka, jak i przyjęta strategia – pozwoliły krytykom literackim na włączenie ich do ruchu kontrkulturowego, natomiast wiersze członków grupy porównywano do poezji bitników. Polscy badacze widzieli pewne podobieństwo pomiędzy Bandą z Malmö a pokoleniem „brulionu”. Natomiast członkowie grupy najwyżej cenili sobie twórczość debiutującego na początku lat 70. Brunona Öijera, który – podobnie jak oni – szukał swojego miejsca w świecie sztuki poprzez anarchistyczny bunt.
W ramach grupy opublikowano następujące tomiki:
- Clemens Altgård
  - Pandemonium (1986)
  - Assassin (1988)
- Lukas Moodysson
  - Det spelar ingen roll var blixtarna slår ner (1987, Nieważne, gdzie uderzają pioruny)
  - Oh andra dikter (1988, I inne wiersze)
  - Evangelium enligt Lukas Moodysson (1989, Ewangelia)
- Krisitan Lundberg
  - Genom september (1987, Poprzez wrzesień)
- Hakån Sandell
  - Europé (1982, Europa)
  - Flickor (1988, Dziewczyny)

W 1992 roku ukazała się antologia utworów literackich grupy pt. Malmöligan, z obszernym komentarzem Petera Luterssona.